# Cucurbitaria erratica
Cucurbitaria erratica är en svampart som beskrevs av Peck 1907. Cucurbitaria erratica ingår i släktet Cucurbitaria och familjen Cucurbitariaceae.   Inga underarter finns listade i Catalogue of Life.